# Тодор Петров (офицер)
Вижте пояснителната страница за други личности с името Тодор Петров.
Тодор Петров Петров е български военен деец, полковник, участник в Балканската (1912 – 1913), Междусъюзническата (1913) и Първата световна война, през която командва новосформирания 88-и пехотен полк.

## Биография
Тодор Петров е роден на 19 февруари 1869 г. в Пловдив, Османска империя. Постъпва във Военното на Негово Княжеско Височество училище и завършва в 15-и випуск през 1893 г., като на 2 август е произведен в чин подпоручик. Служи в 7-и пехотен преславски полк и 2-ри пехотен искърски полк.
По време на Първата световна война подполковник Тодор Петров командва сформирания на 31 юли 1917 г. 88-и пехотен полк. За участието си във войната е награден с Военен орден „За храброст“ III степен, 2-ри клас. По-късно служи като началник на 2-ро полково военно окръжие, на 5 юли 1919 г. е произведен в чин полковник, а с царска заповед №171 от 1920 г. вследствие на клаузите на Ньойския мирен договор е уволнен от служба.

## Военни звания
- Подпоручик (2 август 1893)
- Поручик (2 август 1896)
- Капитан (2 май 1902)
- Майор (14 юли 1916)
- Подполковник (14 август 1916)
- Полковник (5 юли 1919)